# Copán Álvarez
Copán Galel Álvarez López (Buenos Aires, Argentina, 18 de marzo de 1973) es un periodista y columnista deportivo hondureño que desde mayo de 2015 trabaja para Telemundo Deportes de la cadena Telemundo.

## Carrera
Copán Álvarez, de padre hondureño y madre argentina, nació en Argentina, donde su padre era embajador de Honduras. Luego estudió Derecho en la Universidad Nacional Autónoma de Honduras y Periodismo en la Escuela de Periodismo ICEI Círculo de Prensa, en Buenos Aires, Argentina. Sus primeros pasos en el periodismo se dieron en el año 1998 cuando trabajó en el programa de radio Así es el fútbol, que se transmite por Suprema FM de Tegucigalpa. 
A nivel internacional ha hecho colaboraciones con Fox Sports e ESPN. En marzo de 2009 tuvo un conflicto con el periodista mexicano David Faitelson y en SportsCenter de ESPN Deportes, criticó a la Selección de fútbol de México, indicando que parecía un equipo nacional sudamericano en vez de mexicano, haciendo referencia a jugadores nacionalizados como Sinha, Matías Vuoso, Leandro Augusto y Guillermo Franco, los cuales representaron a México en juegos internacionales.
En 2002, tras haber culminado sus estudios universitarios en Argentina se contactó con varias empresas de televisión y aceptó la propuesta ofrecida por Corporación Televicentro. En aquel entonces participó en los programas: Cinco Deportivo, Fútbol a Fondo, Tiempo Extra y otros. Además fue narrador y comentarista en algunos partidos de la Liga Nacional de Honduras y de la Selección de fútbol de Honduras; donde destacó su cobertura en los mundiales de Sudáfrica 2010 y Brasil 2014.
En lo anterior y debido a su trayectoria en la televisión hondureña, Copán Álvarez trabaja para Telemundo Deportes de Telemundo en Miami, Florida, EE.UU. desde mayo de 2015. En Telemundo Deportes cubre la Liga MX.

## Vida privada
Junto con su esposa tienen dos hijos Lucas y Gastón Álvarez Cáceres, ambos son hinchas del Boca Juniors.